# Grammomys kuru
Grammomys kuru је врста глодара из породице мишева (Muridae).

## Распрострањење
Ареал врсте Grammomys kuru обухвата већи број држава у Африци. Врста има станиште у Нигерији, Камеруну, Анголи, Централноафричкој Републици, Републици Конго, ДР Конгу, Обали Слоноваче, Екваторијалној Гвинеји, Габону, Гани, Либерији, Тогу, Уганди, Руанди и Бурундију.

## Станиште
Станиште врсте су шуме.

## Угроженост
Ова врста није угрожена, и наведена је као последња брига јер има широко распрострањење.